# Fédération Yoseikan Karaté-Do
La Fédération Yoseikan Karaté-Do est une organisation d'arts martiaux traditionnels japonais qui regroupe trois disciplines : le Karaté, le Jiu-jitsu et le Iaïdo. Fondée en 1974 par un petit groupe de passionnés, l'organisation compte aujourd'hui 25 écoles au Québec. Elle emprunte son nom au Dojo de la famille Mochizuki à Shizuoka au Japon. 

## Yoseikan Karaté-Do
Le Yoseikan Karaté-Do puise ses origines dans les différents styles traditionnels de Karaté (Chitō-ryū,Shotokan et Goju-Ryu). Il est issu des travaux de son président-fondateur Giancarlo Borelli-Lucchesi. La pratique du style compte un grand nombre de Katas à chaque niveau de ceinture. Les katas Heian, Bassai-dai, Jion et Kanku-dai proviennent du style Shotokan. Les katas Seisan et Tensho proviennent du Goju-Ryu. Les katas Ni-Sei-Shi-Sho, Shi-ho-hai, Loai, Tenshin, Chinto et Rohai proviennent des écoles Chitō-ryū et Yoshukai. Les kata Kosokun-Dai et Matsu-Kase proviennent de l'école Sankudo. Et finalement, le kata propre au style: Yoseikan.
Plusieurs techniques d'auto-défense accompagnent la pratique des bases du Karaté. Il est possible de participer à de nombreuses compétitions tout au long de l'année. Les pratiquants peuvent démontrer leur savoir-faire dans plusieurs disciplines telles que les katas traditionnels, le combat léger contact, les katas armés, les katas musicaux et les katas synchronisés.

## Yoseikan Jiu-Jitsu
Le Yoseikan Jiu-Jitsu est une branche de la Fédération Yoseikan Karaté-Do qui s'intéresse à la pratique de l'auto-défense. Chaque niveau de ceintures comptent une dizaine d'enchaînements à maîtriser. La pratique est complétée par l'étude des frappes, des chutes, des projections et des points de pression. Plusieurs formes de randori sont pratiquées : le combat au sol, le combat de judo debout, le combat continu (pied-poing-projection-sol) et l'auto-défense contre plusieurs attaquants.

## Yoseikan Iaïdo
Le Yoseikan Iaïdo est une branche de la Fédération Yoseikan Karaté-Do qui s'intéresse à la pratique du sabre japonais. Les techniques proviennent du Yoseikan Iaïdo du Maître Hiroo Mochizuki et sont développées par Jacques Fournier, Kyoshi, 8e dan Yoseikan Karaté-Do, 6e dan Yoseikan Iaïdo.